# Выборы в Боливии
Выборы в Боливии делятся на общенациональные и местные.

## Описание
На национальном уровне в Боливии избирается глава государства — президент — и законодательный орган. Президент и вице-президент избираются на всеобщих выборах на пятилетний срок. Многонациональное законодательное собрание (парламент) состоит из двух палат. Нижняя Палата депутатов (исп. Cámara de Diputados) состоит из 130 членов, избираемых на пятилетний срок по смешанной избирательной системе, а в случае семи мест для коренных народов — согласно традиционным законов этих народов, т. н. usos y costumbres. Количество членов в Палате депутатов Верхняя от каждого департамента Боливии рассчитывается пропорционально их населению. Палата сенаторов (исп. Cámara de Senadores) состоит из 36 членов: каждый из девяти департаментов страны избирает по четыре сенатора.
В Боливии существует многопартийная система с многочисленными политическими партиями. В течение первых 23 лет обновлённой демократии, начиная с 1982 года, ни одной партии не удавалось прийти к власти в одиночку, и партиям приходилось договариваться друг с другом, чтобы сформировать коалиционные правительства. С 2005 года одна партия получила парламентское большинство.
Накануне национальных выборов вступает в силу сухой закон. Это сделано с целью предотвратить ошибочное голосование нетрезвых граждан. Кроме этого, гражданам страны также запрещается передвигаться в течение того же периода. Это сделано для того, чтобы избиратели не могли голосовать более чем в одном округе. Из-за подобных транспортных ограничений в день голосования трудно найти такси или автобус.

## Избирательная система
Президент избирается большинством голосов прямым всеобщим голосованием. Для того, чтобы быть избранным кандидат должен получить не менее 50 % голосов, или одновременно не менее 40 % голосов и на 10 % больше, чем второй кандидат. В противном случае для определения победителя выборов проводится 2-й тур с двумя кандидатами, получившими наибольшее число голосов.
130 членов Палаты депутатов (точнее 123 члена за исключением 7 специальных мест для коренных народов) избираются с использованием смешанной избирательной системы. 63 депутата избираются в одномандатных округах по системе относительного большинства. Остальные 60 членов избираются с использованием пропорционального представительства по партийным спискам в многомандатных избирательных округах, соответствующих девяти департаментам Боливии. Избирательный барьер для партий составляет 3 %. Для партий, получивших не менее 3 % голосов по стране, места распределяются с использованием метода Д’Ондта.
Остальные семь мест зарезервированы для коренного населения, избираемыми usos y costumbres по особым округам по системе относительного большинства. Избиратель может голосовать только в одном из обычных или особых округов.
Палата сенаторов состоит из 36 членов, по четыре от каждого из девяти департаментов страны, которые также избираются по закрытым партийным спискам с использованием метода Д’Ондта.
И сенат, и пропорциональная часть Палаты депутатов избираются на основе голосования за кандидатов в президенты, а депутаты от одномандатных округов избираются раздельными голосами. В партийных списках требуется чередование мужчин и женщин, в то время как кандидаты в одномандатных округах должны иметь заместителя противоположного пола. Не менее 50 % одномандатных депутатов должны быть женщинами.

## История

### Непрямые выборы (1825—1850)
В ранний республиканский период выборы в Боливии проводились с использованием нескольких уровней выборщиков, каждый из которых должен был избирать членов следующего более высокого уровня, кульминацией этих непрямых выборов было избрание президента.

### Прямые выборы с ограниченным избирательным правом (1839 и 1850—1938)
На выборах 1839 года президент был избран большинством голосов. С 1850 года эта система стала нормой. Требования к получению избирательного права включали минимальный уровень собственности, дохода или услуг в одной из профессий и запрещали голосовать тем, кто «находится на домашней службе». Коренные народы были исключены из избирательного процесса.

### Расширенное избирательное право (1938—1951)
В соответствии с Конституцией 1938 года имущественные ограничения на избирательное право были отменены. Однако право голоса по-прежнему было ограничено грамотными и взрослыми мужчинами. Тем не менее, снятие многих ограничений привели к резкому увеличению количества избирателей, начиная с выборов 1940 года.

### Всеобщее избирательное право и диктатура (1952—1979)
Вскоре после прихода к власти в результате революции 1952 года Националистическое революционное движение ввело всеобщее избирательное право, которое сняло требования к грамотности и расовые ограничения. Всеобщие выборы проводились в 1956, 1960 и 1964 годах; парламентские выборы проводились в 1958 и 1962 годах. Демократия была прервана военным переворотом в 1964 году под руководством Рене Барриентоса Ортуньо. Военное правление продолжалось до 1979 года, включая восьмилетнюю диктатуру Уго Банцера Суареса.

### Переходный период (1979—1982)
В хаотический переходный период, отмеченный многочисленными государственными переворотами, выборы проводились в 1978, 1979 и 1980 годах. Парламентское большинство отсутствовало после выборов 1978 и 1979 годов и формирование коалиции было прервано государственными переворотами. Член Национального конгресса Лидия Гейлер, избранная и.о президента, приняла конституционную власть с ноября 1979 года до середины 1980 года. Результаты выборов 1980 года легли в основу парламента после 1982 года и правительства Эрнана Силеса Суасо в 1982—1985 годах.

### Многопартийная демократия после 1982 года
В демократический период, начавшийся в 1982 году, выборы проводились регулярно. Учредительное собрание было избрано в 2006 году. Органический закон о муниципалитетах 1985 года восстановил местные выборы мэра и создал законодательный орган, муниципальный совет, в каждом муниципалитете. Первые выборы в местные органы власти были проведены в 1987 году. Аналогичным образом, выборы префекта департаментов начались в 2006 году, а выборы в законодательные собрания департаментов начались в 2010 году. После принятия Конституции 2009 года Национальный избирательный суд был заменен в конце 2010 года четвертой ветвью правительства, Многонациональным избирательным органом, высшим органом которого является Верховный избирательный трибунал.